# 29895 Sarafaggi
29895 Sarafaggi este o planetă minoră (asteroid), cu un diametru de 18,475 km, din centura de asteroizi. A fost descoperită pe 11 aprilie 1999 la Stația Anderson Mesa de Lowell Observatory Near-Earth-Object Search. 
Obiectul prezintă o orbită caracterizată de o semiaxă mare de 3,077847 UAi, o excentricitate de 0,04, o înclinație de 13,52302 ° în raport cu ecliptica.